# Oswaldo Negri Jr.
Oswaldo Negri Jr. (ur. 29 maja 1964 roku w São Paulo) – brazylijski kierowca wyścigowy.

## Kariera
Negri Jr. rozpoczął karierę w międzynarodowych wyścigach samochodowych w 1986 roku od startów w Brazylijskiej Formule Ford 1600, gdzie uplasował się na trzeciej pozycji w końcowej klasyfikacji kierowców. W późniejszych latach Brazylijczyk pojawiał się także w stawce Formuły 3 Euro Series, Brytyjskiej Formuły 3, Festiwalu Formuły Ford, Brazylijskiej Formuły 3, Południowoamerykańskiej Formuły 3, Grand Prix Makau, Masters of Formula 3, Meksykańskiej Formuły 3, Indy Lights, Indy Lights Panamericana, American Le Mans Series, Grand American Rolex Series, Ford Mustang Championship Mexico, Grand-Am Koni Challenge GS, Grand-Am Rolex Sports Car Series, Stock Car Brasil, United SportsCar Championship, Rolex 24 at Daytona oraz European Le Mans Series.